# Jett Seymour
Jett Seymour (5 novembre 1998) è uno sciatore alpino statunitense.

## Biografia
Attivo in gare FIS dal novembre del 2014, in Nor-Am Cup Seymour ha esordito il 26 novembre 2015 a Jackson in slalom speciale (33º) e ha colto la prima vittoria, nonché primo podio, il 4 gennaio 2017 a Stowe Mountain/Spruce Peak nella medesima specialità. Ha debuttato in Coppa del Mondo il 21 dicembre 2020 in Alta Badia in slalom speciale, senza completare la prova, e ai Campionati mondiali a Cortina d'Ampezzo 2021, dove si è piazzato 6º nella gara a squadre e non ha completato lo slalom speciale; ai Mondiali di Courchevel/Méribel 2023 non ha completato lo slalom speciale e a quelli di Saalbach-Hinterglemm 2025 si è classificato 21º nello slalom speciale e 15º nella combinata a squadre.

## Palmarès

### Coppa del Mondo
- Miglior piazzamento in classifica generale: 95º nel 2025

### Coppa Europa
- Miglior piazzamento in classifica generale: 30º nel 2021
- 5 podi:
  - 1 vittoria
  - 2 secondi posti
  - 2 terzi posti

#### Coppa Europa - vittorie
| Data             | Località | Paese    | Specialità |
| ---------------- | -------- | -------- | ---------- |
| 10 febbraio 2023 | Jaun     | Svizzera | SL         |

Legenda:

SL = slalom speciale

### Nor-Am Cup
- Miglior piazzamento in classifica generale: 11º nel 2020
- 5 podi:
  - 4 vittorie
  - 1 terzo posto

#### Nor-Am Cup - vittorie
| Data             | Località                   | Paese       | Specialità |
| ---------------- | -------------------------- | ----------- | ---------- |
| 4 gennaio 2017   | Stowe Mountain/Spruce Peak | Stati Uniti | SL         |
| 4 febbraio 2020  | Mont-Édouard               | Canada      | SL         |
| 14 febbraio 2020 | Park City                  | Stati Uniti | PR         |
| 28 marzo 2023    | Whistler                   | Canada      | SL         |

Legenda:

SL = slalom speciale

PR = slalom parallelo

### Campionati statunitensi
- 3 medaglie:
  - 2 ori (slalom speciale nel 2022; slalom speciale nel 2023)
  - 1 argento (slalom speciale nel 2020)